# George Szell
Georg Szell, of György Széll (Boedapest, 7 juni 1897 – Cleveland, 30 juli 1970) was een Amerikaans dirigent en componist van Hongaarse afkomst. Hij is vooral bekend geworden door zijn opnamen van Haydn, Beethoven, Schumann, Mozart, Brahms en Dvořák.

## Leven en werk
Hoewel geboren in Boedapest, groeide Szell op in Wenen. Hij studeerde bij Eusebius Mandyczewski, Max Reger en anderen. Samen met Rudolf Serkin studeerde hij eerst piano bij Richard Robert. Szell en Serkin werden vrienden voor het leven en werkten muzikaal veel samen.
Op elfjarige leeftijd toerde Szell door Europa als pianist en componist. Hij debuteerde toen in Londen, waar de kranten hem "de nieuwe Mozart" noemden.
Toen Szell 14 jaar was, tekende hij een exclusief componistencontract bij uitgeverij Universal Edition in Wenen. Szells composities zijn echter nooit bekend geworden. Naast het schrijven van origineel werk arrangeerde hij ook Bedřich Smetana's Strijkkwartet nr.1 (getiteld Uit mijn leven) voor orkest.
Hoewel Szell aanvankelijk veelal als pianist optrad, verlegde hij sinds 1917 zijn werkzaamheden meer naar het dirigentenvak. Hij begon zijn dirigeerloopbaan bij de opera in Straatsburg, werkte daarna in onder meer Praag en Berlijn, waar hij als protegé van toenmalig directeur Richard Strauss werd omarmd. Bij aanvang van de Tweede Wereldoorlog emigreerde hij in 1940 naar de Verenigde Staten. Van 1946 tot zijn dood in 1970 was hij dirigent van het Cleveland Orchestra. Hij gold als een zeer veeleisende dirigent en wist het orkest op te werken tot de toenmalige Big Five van de Verenigde Staten. In de periode van 1947 tot 1967 stond hij ook regelmatig voor het Concertgebouworkest in Amsterdam en van 1958 tot 1961 had hij daar een vaste aanstelling. Hij toonde zich echter niet gelukkig met het gebrek aan discipline dat hij bij de orkestleden constateerde.

## Discografie
De meeste van de opnamen van Szell zijn gemaakt met het Cleveland Orchestra op het label Epic/Columbia Masterworks/CBS Masterworks (nu onderdeel van Sony Classical). Hij nam ook op met het New York Philharmonic. Er zijn enige mono-opnamen geremasterd.
Hieronder een selectie van de meer bekende opnamen (alle met het Cleveland Orchestra voor het Sonylabel, tenzij anders aangegeven).
Béla Bartók:
- Concert voor Orkest (1965)
- Pianoconcert nr.1; Rudolf Serkin (piano) / Columbia Symphony Orchestra (1962)

Ludwig van Beethoven:
- De 9 symfonieën (1957-64)
- De pianoconcerten; Leon Fleisher (piano) (1959-61)
- De pianoconcerten; Emil Gilels (piano) (1968, EMI)
- Missa Solemnis (1967, Cleveland Orchestra)

Johannes Brahms:
- De 4 symfonieën (1964-67)
- Pianoconcerten; Leon Fleisher (piano) (1958 & 1962)
- Pianoconcerten; Rudolf Serkin (piano) (1968 & 1966)
- Vioolconcert; David Oistrach (viool) (1969, EMI)
- Concert voor viool en cello; David Oistrach (viool), Mstislav Rostropovitsj (cello) (1969, EMI)

Anton Bruckner:
- Symfonie nr. 3 (1966)
- Symfonie nr. 8 (1969)

Antonín Dvořák:
- Symfonieën nrs. 7-9 (1958-60)
- Slavische Dansen (1962-65)
- Celloconcert; Pablo Casals (cello) / Tsjechisch Filharmonisch Orkest 
(1937, HMV)
- Celloconcert; Pierre Fournier (cello) / Berliner Philharmoniker 
(1962, DG)

Joseph Haydn:
- Symfonieën nrs. 92-99 (1957-69)

Zoltán Kodály:
- Háry János Suite (1969)

Gustav Mahler:
- Symfonie nr. 4; Judith Raskin (sopraan) (1965)
- Symfonie nr. 6 (Live, 1967)
- Symfonie nr. 9 (Live, 1968, Memories)
- Symfonie nr. 10 (Mahler) (alleen het Adagio en Purgatorio) (1958 resp. 1967 Fontana)
- Des Knaben Wunderhorn; Elisabeth Schwarzkopf (sopraan), Dietrich Fischer-Dieskau (bariton) / London Symphony Orchestra (1968, EMI)

Felix Mendelssohn:
- Symfonie nr. 4 (1962)
- A Midsummer Night's Dream, ouverture en toneelmuziek (1967)

Wolfgang Amadeus Mozart:
- Symfonieën nrs. 35, 39-41 (1960-63)
- Eine kleine Nachtmusik (Serenade K. 525) (1968)
- Pianoconcerten; Robert Casadesus (piano) (1955-68)
- Pianokwartetten nrs. 1-2; Budapest String Quartet, Szell (piano) (1946)
- Vioolsonates, K. 301 & 296; Raphael Druian (viool), Szell (piano) (1967)

Modest Moessorgski:
- Schilderijententoonstelling (1963)

Sergej Prokofjev:
- Symfonie nr. 5 (1959)
- Pianoconcerten nrs. 1 &  3; Gary Graffman (piano) (1966)

Franz Schubert:
- Symfonie nr. 8 "Onvoltooide" (1957)
- Symfonie nr. 9 "De Grote" (1957)

Robert Schumann:
- De 4 symfonieën (1958-60)

Jean Sibelius:
- Symfonie nr. 2; Concertgebouworkest (1964, Philips)
- Symfonie nr. 2 (1970) – dit was Szells laatste opname

Bedřich Smetana: 
- De Moldau (1963)
- Prodaná nevěsta (1961)

Richard Strauss:
- Don Juan (1957)
- Don Quixote; Pierre Fournier (cello), Abraham Skernick (altviool) (1960)
- Till Eulenspiegels lustige Streiche (1957)
- Tod und Verklärung (1957)
- Vier letzte Lieder; Elisabeth Schwarzkopf (S) / Radio-Symfonie-Orchester Berlin (1965, EMI)

Igor Stravinsky:
- L'Oiseau de feu Suite (versie uit 1919) (1961)

Pjotr Iljitsj Tsjaikovski:
- Symfonie nr. 4; London Symphony Orchestra (1962, Decca)
- Symfonie nr. 5 (1959)

Richard Wagner:
- Orkestmuziek uit Der Ring des Nibelungen, Die Meistersinger, Tristan und Isolde (1962-68)
- Tannhäuser; Alexander Kipnis, Helen Traubel, Lauritz Melchior, Herbert Janssen, John Garris, Emery Darcy. Metropolitan Opera Orchestra / Metropolitan Opera Chorus (Live, 1942, Music & Arts)

William Walton:
- Symfonie nr. 2 "Liverpool" (1961)
- Partita voor Orkest (1959)
- Variaties op een thema van Hindemith (1964)[2][3]